# Zuzana Bergrová
Zuzana Bergrová (1984, Ústí nad Labem) je bývalá česká atletka, běžkyně, jejíž hlavní disciplínou je čtvrtka s překážkami. Byla členkou atletického klubu USK Praha.

## Kariéra
První výrazný úspěch zaznamenala v roce 2003 na juniorském mistrovství Evropy ve finském Tampere, kde doběhla v čase 58,72 s těsně pod stupni vítězů, na 4. místě. Bronz vybojovala její krajanka Zuzana Hejnová, která byla o 42 setin rychlejší. V roce 2006 na evropském šampionátu v Göteborgu skončila v úvodním rozběhu na posledním místě. Na halovém MS 2008 ve Valencii obsadila ve štafetě na 4 × 400 metrů 4. místo. Na Mistrovství Evropy v atletice 2010 v Barceloně skončila v semifinále na celkovém 15. místě.

### Halové MS 2010
V roce 2010 na halovém MS v katarském Dauhá byla členkou štafety běhu na 4 × 400 metrů, která doběhla v čase 3:30,05 na 4. místě. Dalšími členkami byly Denisa Rosolová, Jitka Bartoničková a Zuzana Hejnová. Později však kvůli dopingu Bobby-Gaye Wilkinsové byly diskvalifikovány jamajské sprinterky a bronz dodatečně přidělen českému kvartetu. Aktuálně se pozice posunula dokonce na druhé místo kvůli dalšímu dopingovému skandálu. 

### ME 2012
V Helsinkách se díky osobnímu rekordu 55.78 dostala do finále, ve kterém skončila na sedmém místě. Na stejném místě pomohla i s kolegyněmi Bartoničkovou, Hejnovou a Rosolovou k bronzu, na olympiádu se pro individuální start nekvalifikovala, se štafetou dosáhla šestého místa.
Kvůli přetrvávajícím zdravotním problémům v tomto roce ukončila sportovní kariéru.

### Související článek
Rychlý holky